# جوائز اتحاد بث الموسيقى للأفلام والتلفاز
جوائز اتحاد بث الموسيقى للأفلام والتلفاز (بالإنجليزية: BMI Film & TV Awards) هي الجوائز التي يقدمها سنويًا اتحاد بث الموسيقى .Broadcast Music, Inc لتكريم مؤلفي الأغاني، والملحنين، وناشري الموسيقى من مختلف الأنواع. يقع مقرها في الولايات المتحدة، وتشمل الجوائز:
جوائز اتحاد بث الموسيقى الدينية
جوائز اتحاد بث الموسيقى الريفية
جوائز اتحاد بث الموسيقى للأفلام، والتلفاز
جوائز اتحاد بث الموسيقى اللاتينية
جوائز اتحاد بث الموسيقى اللندنية
جوائز اتحاد بث موسيقى البوب
جوائز اتحاد بث موسيقى الهيب هوب.
جوائز اتحاد بث موسيقى الريزم أند بلوزR&B
جوائز تكريم رواد الموسيقى الإنجيلية
تأسست جائزة موسيقى البوب الرئيسية في عام 1952.
جوائز اتحاد بث الموسيقى للموسيقيين الطلاب (للموسيقيين الصغار للموسيقى الكلاسيكية)، وفاز ملحنين مثل:
فيليب جلاس (1959)
جون آدامز (1970)
ستيفن جاف (1974)
جوناثان إليوت (1985 ، 1987)
ماسون بيتس (2003)

## وصلات خارجية
https://www.bmi.com/awards/ جوائز اتحاد بث الموسيقى للأفلام والتلفاز
https://www.bmi.com/genres/filmtv جوائز اتحاد بث الموسيقى للأفلام والتلفاز
https://www.imdb.com/event/ev0000106/2018/1/ جوائز اتحاد بث الموسيقى للأفلام والتلفاز
https://www.imdb.com/event/ev0000106/2017/1/ جوائز اتحاد بث الموسيقى للأفلام والتلفاز
https://www.imdb.com/event/ev0000106/2019/1/ جوائز اتحاد بث الموسيقى للأفلام والتلفاز
https://www.imdb.com/event/ev0000106/2020/1/ جوائز اتحاد بث الموسيقى للأفلام والتلفاز